# Balacha similis
Balacha similis är en insektsart som beskrevs av Cavichioli et Sakakibara 1988. Balacha similis ingår i släktet Balacha och familjen dvärgstritar. Inga underarter finns listade i Catalogue of Life.